# Пенткі-Ґрензкі
Пенткі-Ґрензкі (пол. Piętki-Gręzki) — село в Польщі, у гміні Клюково Високомазовецького повіту Підляського воєводства.
Населення — 159 осіб (2011).
У 1975-1998 роках село належало до Ломжинського воєводства.

## Демографія
Демографічна структура станом на 31 березня 2011 року:
|          | Загалом | Допрацездатний вік | Працездатний вік | Постпрацездатний вік |
| -------- | ------- | ------------------ | ---------------- | -------------------- |
| Чоловіки | 85      | 16                 | 53               | 16                   |
| Жінки    | 74      | 13                 | 41               | 20                   |
| Разом    | 159     | 29                 | 94               | 36                   |